# جيورجي ديميترادزي
جيورجي ديميترادزي (26 سبتمبر 1976 جورجيا - ) هو لاعب كرة قدم جورجي، يلعب كمهاجم.

## روابط خارجية
- جيورجي ديميترادزي على موقع الاتحاد الدولي (مؤرشف)  (الإنجليزية)
- جيورجي ديميترادزي على موقع الاتحاد الأوربي (الإنجليزية)
- جيورجي ديميترادزي على موقع اتحاد أوكرانيا (الإنجليزية)
- جيورجي ديميترادزي على موقع قاعدة بيانات كرة القدم.إي يو (الإنجليزية)
- جيورجي ديميترادزي على موقع ناشيونال فوتبول تيمز (الإنجليزية)
- جيورجي ديميترادزي على موقع Soccerbase.com (لاعب) (الإنجليزية)
- جيورجي ديميترادزي على موقع Soccerway.com (الإنجليزية)
- جيورجي ديميترادزي على موقع عالم كرة القدم.نت (الإنجليزية)